# Торе де Пасери
Торе де Пасери (итал. Torre de' Passeri) је насеље у Италији у округу Пескара, региону Абруцо.
Према процени из 2011. у насељу је живело 3174 становника. Насеље се налази на надморској висини од 172 м.

## Становништво
Према резултатима пописа становништва 2011. у општини је живело 3.174 становника.
| 1931. | 1936. | 1951. | 1961. | 1971. | 1981. | 1991. | 2001. | 2011. |
| ----- | ----- | ----- | ----- | ----- | ----- | ----- | ----- | ----- |
| 4.016 | 4.091 | 4.259 | 3.816 | 3.274 | 3.209 | 3.299 | 3.161 | 3.174 |